# Today's Active Lifestyles
Today's Active Lifestyles è il secondo album discografico del gruppo musicale statunitense Polvo, pubblicato nel 1993 dalla Merge Records.
Il brano Tilebreaker è uscito anche come singolo.

## Tracce
Tutti i brani sono dei Polvo.
1. Thermal Treasure - 4:32
2. Lazy Comet - 3:49
3. My Kimono - 2:21
4. Sure Shot - 3:24
5. Stinger (Five Wigs) - 7:23
6. Tilebreaker - 4:09
7. Shiska - 1:30
8. Time Isn't On My Side - 3:06
9. Action Vs. Vibe - 3:43
10. Gemini Cusp - 7:05

## Formazione
- Ash Bowie - chitarra, voce
- Dave Brylawski - chitarra, voce
- Steve Popson - basso
- Eddie Watkins - batteria